# Oleksandr Chyzjnjak
Oleksandr Oleksandrovytj Chyzjnjak (ukrainska: Олександр Олександрович Хижняк), född 3 augusti 1995 i Poltava, är en ukrainsk boxare.

## Karriär
I juni 2017 tog Chyzjnjak guld i mellanvikt vid EM i Charkiv. I september 2017 vid VM i Hamburg tog han guld i mellanvikt efter att ha besegrat kazakiske Abilkhan Amankul i finalen.
I juni 2019 vid europeiska spelen i Minsk tog Chyzjnjak guld i mellanvikt efter att ha besegrat italienska Salvatore Cavallaro i finalen. I augusti 2021 tog han silver i mellanvikt vid OS i Tokyo efter att ha förlorat finalen mot brasilianska Hebert Conceição.
Vid olympiska sommarspelen 2024 i Paris tog Chyzjnjak guld i mellanvikt efter att ha besegrat kazakiske Nurbek Oralbay i finalen.